# Bovespa

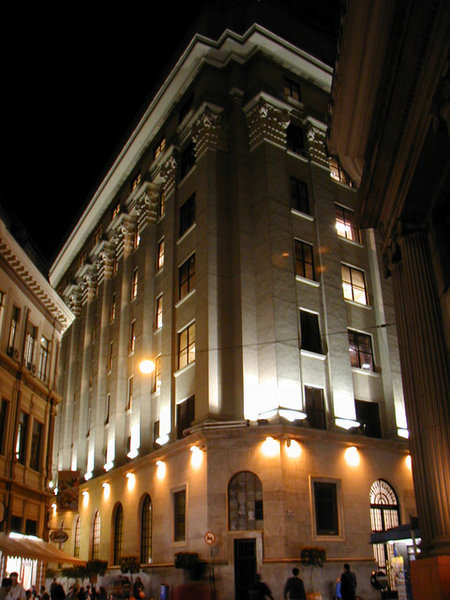
Bovespa

Bovespa är aktiebörsen i São Paulo, Brasilien. Börsen grundades den 23 augusti 1890 av Emilio Rangel Pestana som "Bolsa de Valores de São Paulo" (São Paulos aktiebörs).